# Vincent Darius
Pour les articles homonymes, voir Darius.
Vincent Darius, né le 6 septembre 1955 à Crochu et mort le 26 avril 2016 à New York, est un prélat dominicain grenadin, évêque de Saint-Georges en Grenade de 2002 à 2016.

## Biographie

### Formation
Il est éduqué à l'institut de crochu R.C. et à l'école secondaire pour garçons de Grenade. 
Il enseigne à l’École de Pomme Rose R.C. avant d'entrer au sein de l'Ordre des Prêcheurs en 1978 à Mt. St. Ervans, Grenade. Il fait son noviciat en 1979 au Prieuré de Holy Cross, à Trinidad et ses études sacerdotales au Séminaire Régional de « St. John Vianney and Uganda Martyrs », à Trinidad et à l’Université Centrale de Bayamon, Porto Rico. Il est également diplômé en direction spirituelle, à l’Institut St T. d’Aquin de Théologie de St. Louis, Missouri, USA. 
Il est finalement ordonné prêtre le 26 juin 1987 par Lester Guilly, en la paroisse Saint-Martin de Porres, à Crochu, où il avait passé son enfance.

### Ministère
Un an après sa nomination, il est élu prieur de la Maison Dominicaine de Formation à Porto Rico. À son retour, il est nommé curé de Saint-Paul, puis, un an plus tard, de la paroisse de Grand Anse. En 1989, il est nommé promoteur de Justice et Paix pour les Caraïbes. Il remplit son mandat jusqu'en 1995. Il est ensuite élu comme le premier prieur du nouveau Prieuré de Roxborough, à Saint-Paul.
Au sein du diocèse de Saint-Georges en Grenade, il occupe de nombreuses fonctions dont celles de consulteur diocésain et membre du conseil presbytéral. En 2002, la Conférence épiscopale des Antilles le nomme également directeur spirituel du séminaire régional de « St. John Vianney and Uganda Martyrs ».
Le 10 juillet de la même année, il est nommé évêque de Saint-Georges à Grenade par le pape Jean-Paul II. Il est consacré le 2 octobre suivant par Sydney Anicetus Charles, assisté de Kelvin Edward Felix et Malcolm McMahon. Il devient alors le premier évêque grenadin du diocèse. Il décède à New York des suites d'une longue maladie le 26 avril 2016.